# University of Arkansas for Medical Sciences
Die University of Arkansas for Medical Sciences (auch UAMS genannt) ist eine staatliche, medizinische Hochschule in Little Rock, der Hauptstadt des US-Bundesstaates Arkansas. An der Hochschule sind 2320 Studenten eingeschrieben. Sie gehört zu dem University of Arkansas System. Mit 9400 Mitarbeitern ist sie einer der größten Arbeitgeber in Arkansas.

## Geschichte
Die Universität wurde 1879 als eine sogenannte Medical School gegründet. In den 1950er Jahren wurde sie in University of Arkansas Medical Center (UAMC) umbenannt. Ihren heutigen Namen erhielt sie 1980. 